# IC 3843
IC 3843 је спирална галаксија у сазвјежђу Ловачки пси која се налази на листи објеката дубоког неба у Индекс каталогу.
Деклинација објекта је + 39° 0' 3" а ректасцензија 12h 51m 39,0s. Привидна величина (магнитуда) објекта IC 3843 износи 15,4 а фотографска магнитуда 16,2.